# Franz Ico von Frydag
Freiherr Franz Ico von Frydag (* 9. Februar 1606 auf Schloss Gödens bei Wilhelmshaven; † 12. September 1652 ebenda) war ein deutscher Militär und Diplomat zur Zeit des Dreißigjährigen Kriegs.

## Leben
Franz Ico von Frydag war der Sohn des Freiherrn Haro von Frydag und dessen Ehefrau Catharina von Innhausen und Knyphausen. Mit 15 Jahren immatrikulierte sich Frydag am 7. Januar 1621 an der Universität Franeker.
Im Mai 1634 besuchte Fürst Ludwig I. von Anhalt-Köthen die Freie Stadt Hamburg. Anlässlich dieses Besuchs wurde Frydag zusammen mit Freiherrn Enno Wilhelm Innhausen und Kniphausen in die Fruchtbringende Gesellschaft aufgenommen. Der Fürst verlieh Frydag den Gesellschaftsnamen der Läuternde und als Motto unrein geblüht. Als Emblem wurde Frydag Frauenhaar (Adiantum capillus veneris L.) zugedacht. Im Köthener Gesellschaftsbuch findet sich Frydags Eintrag unter der Nr. 239. Dort ist auch das Reimgesetz verzeichnet, mit welchem er sich für seine Aufnahme bedankte:
Ein kraut heist Frawen haar pflegt vnrein blut Zu leutern
Jnß menschen leib hindurch das er nicht geh Zu scheitern
Der Nahme Leuternd drumb mir aufgegeben ward
Weil lauter rein will sein der wahren tugend fahrt.
Wiewohl nuhn in der welt gantz rein mannit kan werden,
Da Vns die sünd anhengt in wercken, wort, gebärden,
Bereitet vnß doch hier Zur newen welt der geist,
Vnd endlich leutert rein, wan er Vnß Zu sich reist.
Bis zum Prager Frieden im Jahr 1635 kämpfte Frydag als Obrist auf der schwedisch-lutherischen Seite. Anschließend zog er sich für einige Jahre in seine Heimat zurück und heiratete 1639 die katholische Freiin Margarethe Elisabeth von Westerholt. Mit ihr hatte er acht Kinder, die im katholischen Glauben erzogen wurden, nachdem er selbst auch konvertiert war. Die katholische Kirche in Neustadtgödens erinnert bis heute daran.
1646 wurde er durch Kaiser Ferdinand III. in den Reichsfreiherrenstand erhoben, und wirkte 1648 als kaiserlicher Gesandter in Münster. Dabei wurde er tatkräftig von seinem Verwandten, dem Freiherrn Enno Wilhelm von Innhausen und Kniphausen unterstützt. 1653 wirkte Frydag wieder zusammen mit ihm am Reichstag in Regensburg.
Freiherr Franz Ico von Frydag starb am 12. September 1652 auf Schloss Gödens bei Wilhelmshaven im Alter von 46 Jahren.

## Familie
Er war mit Margreta Elisabeth, geborene von Westerholt verheiratet. Das Paar hatte folgende Kinder:
- Haro Burchard (* 1640; † 1692 in Hamburg), kaiserlicher Geheimrat, Herr von Gödens
- Juliana Katharina ⚭ Freiherr Johann von Büren ⚭ Graf von Duras († 1699)
- Franz Heinrich (* 1643; † 1694 in Berlin) kaiserlicher Gesandter, Herr von Gödens ⚭ Sophia Elisabeth von Aldenburg, Gräfin von Aldenburg (1661–1730)
- Karl Philipp (1644–1698), Malteser-Ritter, Großprior von Ungarn
- Iko Wilhelm (1645–1711), Jesuit in Maastricht
- Hedwig Oriana (1648–1694) ⚭ Dodo zu Inn- und Knyphausen
- Maximilian (jung gestorben)
- Johann Ernst (1649–1703), Rektor des Jesuitenkollegiums in Halle Brabant